# Округ Плумас (Калифорнија)
Плумас (енгл. Plumas County) је округ у америчкој савезној држави Калифорнија.

## Демографија
По попису из 2010. године број становника је 20.007, што је 817 (-3,9%) становника мање 2000. године.
| Група             | 2000.          | 2010.          |
| Белци             | 18.473 (88,7%) | 17.015 (85,0%) |
| Афроамериканци    | 130 (0,6%)     | 192 (1,0%)     |
| Азијати           | 110 (0,5%)     | 134 (0,7%)     |
| Хиспаноамериканци | 1.177 (5,7%)   | 1.605 (8,0%)   |
| Укупно            | 20.824         | 20.007         |